# الحرملية
الحرملية، هي قرية من فئة (أ) تقع في محافظة القويعية، والتابعة لمنطقة الرياض في السعودية. وتبعد الحرملية عن محافظة القويعية بمسافة تقارب (20) كم.